# Ulster Grand Prix 1949
De Ulster Grand Prix 1949 was de vijfde Grand Prix van wereldkampioenschap wegrace in het seizoen 1949. De races werden verreden op 20 augustus 1949 op het Clady Circuit, een stratencircuit in County Antrim. In Ulster kwamen drie klassen aan de start: 500 cc, 350 cc en wegrace 250 cc. In de 350cc-klasse was de wereldtitel al beslist.

## Algemeen
De Ulster Grand Prix week af van de overige GP's doordat alle klassen tegelijk reden. Daarom moest een aantal coureurs een keuze maken, omdat ze normaal in twee klassen reden. Het was ook de langste GP van de kalender, bijna 400 km voor de 500cc-klasse. In de 250cc-klasse kwam Maurice Cann voor het eerst aan de start. Dat was opmerkelijk, want hij was in 1948 Europees kampioen 250 cc geworden en was tweevoudig winnaar van de Lightweight TT. Freddie Frith won zijn vijfde WK-race op rij, maar eigenlijk zijn zesde GP op rij, want hij was in 1948 Europees kampioen 350 cc op het Clady Circuit geworden.

## 500cc-klasse
Nadat hij in de GP van België was uitgevallen, zette Les Graham in Ulster de zaken weer recht. Zijn AJS E90 was zo snel, dat Artie Bell ruim anderhalve minuut achterstand opliep. Nello Pagani werd derde en behield daardoor zijn tweede plaats in het kampioenschap, maar Arciso Artesiani viel uit en zakte naar de derde plaats. De Gilera-coureurs hadden nog steeds last van hun slecht sturende Gilera 500 4C's. Freddie Frith kon niet in de 500cc-klasse meedoen omdat hij in de 350cc-klasse moest rijden. Hij behield echter zijn (gedeelde) tiende plaats in het wereldkampioenschap.
| Pos | Coureur           | Merk    | Tijd        | Punten |
| --- | ----------------- | ------- | ----------- | ------ |
| 1   | Les Graham        | AJS     | 2:34"05'4"" | 10+1   |
| 2   | Artie Bell        | Norton  | + 1"39'0    | 8      |
| 3   | Nello Pagani      | Gilera  | + 1"48'6    | 7      |
| 4   | Bill Doran        | AJS     | + 1"58'6    | 6      |
| 5   | Jock West         | AJS     | + 2"56'1    | 5      |
| 6   | Cromie McCandless | Norton  | + 14"41'6   |        |
| 7   | Harry Turner      | Norton  |             |        |
| 8   | James Scott       | Triumph |             |        |
| 9   | Edward Nicholls   | Triumph |             |        |
| 10  | Ernie Callaghan   | Triumph |             |        |

| Coureur           | Merk       | Oorzaak   |
| ----------------- | ---------- | --------- |
| Johnny Lockett    | Norton     |           |
| Arciso Artesiani  | Gilera     | Vastloper |
| Bruno Bertacchini | Moto Guzzi |           |

| Coureur           | Merk       | Oorzaak |
| ----------------- | ---------- | ------- |
| Freddie Frith     | Velocette  | [ 2 ]   |
| Harold Daniell    | Norton     |         |
| Ernie Lyons       | Velocette  |         |
| Enrico Lorenzetti | Moto Guzzi |         |
| Guido Leoni       | Moto Guzzi |         |
| Syd Jensen        | Triumph    |         |

### Top tien tussenstand 500cc-klasse
| Pos | Coureur           | Merk       | Ptn     |
| --- | ----------------- | ---------- | ------- |
| 1   | Les Graham        | AJS        | 30 (31) |
| 2   | Nello Pagani      | Gilera     | 24 (29) |
| 3   | Arciso Artesiani  | Gilera     | 24      |
| 4   | Artie Bell        | Norton     | 20 (26) |
| 5   | Harold Daniell    | Norton     | 17      |
| 6   | Bill Doran        | AJS        | 16      |
| 7   | Johnny Lockett    | Norton     | 13      |
| 8   | Ernie Lyons       | Velocette  | 7       |
| 8   | Enrico Lorenzetti | Moto Guzzi | 7       |
| 10  | Freddie Frith     | Velocette  | 5       |
| 10  | Syd Jensen        | Triumph    | 5       |
| 10  | Jock West         | AJS        | 5       |

(Punten tussen haakjes zijn inclusief streepresultaten)

## 350cc-klasse
De 350cc-race werd een groot succes voor Velocette, met vier rijders onder de eerste vijf. Freddie Frith won zijn vierde Grand Prix, wat hem geen extra punten opleverde, want doordat hij twee resultaten moest doorstrepen kon hij niet meer scoren dan de 33 punten die hij al had. Reg Armstrong deed met zijn AJS 7R goede zaken. Door zijn derde plaats klom hij van de vijfde naar de tweede plaats in het wereldkampioenschap.
| Pos | Coureur        | Merk      | Tijd      | Punten |
| --- | -------------- | --------- | --------- | ------ |
| 1   | Freddie Frith  | Velocette | 2:24"34'8 | 10 +1  |
| 2   | Charlie Salt   | Velocette | + 0"31'4  | 8      |
| 3   | Reg Armstrong  | AJS       | + 0"39'6  | 7      |
| 4   | Eric McPherson | Velocette | + 0"44'8  | 6      |
| 5   | Frank Fry      | Velocette | + 0"49'6  | 5      |
| 6   | Dickie Dale    | AJS       |           |        |

| Coureur        | Merk   | Oorzaak |
| -------------- | ------ | ------- |
| Artie Bell     | Norton | [ 3 ]   |
| Johnny Lockett | Norton | [ 3 ]   |
| Les Graham     | AJS    | [ 3 ]   |

| Coureur         | Merk      | Oorzaak |
| --------------- | --------- | ------- |
| Bill Doran      | AJS       |         |
| Bob Foster      | Velocette |         |
| David Whitworth | Velocette |         |
| Harold Daniell  | Norton    |         |
| Tommy Wood      | Velocette |         |
| Ernie Lyons     | Velocette |         |

### Top tien eindstand 350cc-klasse
| Pos | Coureur         | Merk      | Ptn       |
| --- | --------------- | --------- | --------- |
| 1   | Freddie Frith   | Velocette | 33 (54,5) |
| 2   | Reg Armstrong   | AJS       | 18        |
| 3   | Bob Foster      | Velocette | 16,5      |
| 4   | Eric McPherson  | AJS       | 16        |
| 5   | Johnny Lockett  | Norton    | 14        |
| 6   | David Whitworth | Velocette | 12        |
| 7   | Leslie Graham   | AJS       | 8         |
| 7   | Ernie Lyons     | Velocette | 8         |
| 7   | Charlie Salt    | Velocette | 8         |
| 10  | Bill Doran      | AJS       | 7         |
| 10  | Artie Bell      | Norton    | 7         |

(Punten tussen haakjes zijn inclusief streepresultaten)

## 250cc-klasse
Maurice Cann kwam pas in de Ulster Grand Prix voor het eerst aan de start en hij won meteen mét de snelste ronde. Het bracht hem meteen op de derde plaats in de kampioensstrijd, maar Bruno Ruffo bleef dankij de tweede plaats (twee minuten achter Cann) ruim aan de leiding.
| Pos | Coureur         | Merk        | Tijd      | Punten |
| --- | --------------- | ----------- | --------- | ------ |
| 1   | Maurice Cann    | Moto Guzzi  | 2:28"31'6 | 10+1   |
| 2   | Bruno Ruffo     | Moto Guzzi  | + 2"07'4  | 8      |
| 3   | Ronald Mead     | Mead-Norton | + 7"05'4  | 7      |
| 4   | George Reeve    | Rudge       | + 11"09'4 | 6      |
| 5   | Douglas Beasley | Excelsior   | + 13"43'9 | 5      |
| 6   | Roland Pike     | Rudge       |           |        |

| Coureur             | Merk       |
| ------------------- | ---------- |
| Benoît Musy         | Moto Guzzi |
| Svend-Aage Sørensen | Excelsior  |
| Fergus Anderson     | Moto Guzzi |
| Tommy Wood          | Moto Guzzi |
| Manliff Barrington  | Moto Guzzi |
| Claudio Mastellari  | Moto Guzzi |
| Dario Ambrosini     | Benelli    |
| Gianni Leoni        | Moto Guzzi |
| Umberto Masetti     | Benelli    |

### Top tien tussenstand 250cc-klasse
| Pos | Coureur            | Merk       | Ptn |
| --- | ------------------ | ---------- | --- |
| 1   | Bruno Ruffo        | Moto Guzzi | 18  |
| 2   | Ronald Mead        | Norton     | 13  |
| 3   | Maurice Cann       | Moto Guzzi | 11  |
| 4   | Manliff Barrington | Moto Guzzi | 10  |
| 5   | Tommy Wood         | Moto Guzzi | 9   |
| 6   | Dario Ambrosini    | Benelli    | 8   |
| 6   | Fergus Anderson    | Moto Guzzi | 8   |
| 8   | Roland Pike        | Rudge      | 7   |
| 9   | Claudio Mastellari | Moto Guzzi | 6   |
| 9   | George Reeve       | Rudge      | 6   |

1922 · 1923 · 1924 · 1925 · 1926 · 1927 · 1928 · 1929 · 1930 · 1931 · 1932 · 1933 · 1934 · 1935 · 1936 · 1937 · 1938 · 1939 · 1946 · 1947 · 1948 · 1949 · 1950 · 1951 · 1952 · 1953 · 1954 · 1955 · 1956 · 1957 · 1958 · 1959 · 1960 · 1961 · 1962 · 1963 · 1964 · 1965 · 1966 · 1967 · 1968 · 1969 · 1970 · 1971 · 1973 · 1974 · 1975 · 1976 · 1977 · 1978 · 1979 · 1980 · 1981 · 1982 · 1983 · 1984 · 1985 · 1986 · 1988 · 1989 · 1990 · 1991 · 1992 · 1993 · 1994 · 1995 · 1996 · 1997 · 1998 · 1999 · 2000 · 2001 · 2002 · 2003 · 2004 · 2005 · 2006 · 2007 · 2008 · 2009 · 2010 · 2011 · 2012 · 2013 · 2014 · 2015